# Jindřich Vobořil (hudebník)
Jindřich Vobořil (25. července 1947 Praha – 26. září 2019 Praha) byl český hudebník, skladatel, textař, zpěvák a baskytarista.
Od roku 1969, kdy nastoupil jako zpěvák a baskytarista ke skupině The Cardinals zpěvačky Petry Černocké, vystřídal celou řadu významných českých skupin. Hrál například v kapelách Bacily Václava Neckáře, Gen, Los Vobos, Buran Buran, Česká trojka, pražská Pumpa, Marma Kansas Revival, zpíval ve vokálních skupinách Kontrast a VoCoDe. Účinkoval v muzikálech Jesus Christ Superstar, Evita, Romeo a Julie. Byl členem Hudebního divadla Karlín. Překládal články ze zahraničních časopisů do bruntálského Zpravodaje. Několik let byl členem výborného The Geront - Shadows revivalu. V Bruntále byl členem Spolku přátel jižanského rocku. Mimo to byl i oblíbeným studiovým muzikantem a zpěvákem.

## Dílo
Žižkovská opera, vzpomínky Jindry Vobořila – autobiografie (2018)